# Vườn quốc gia Warren

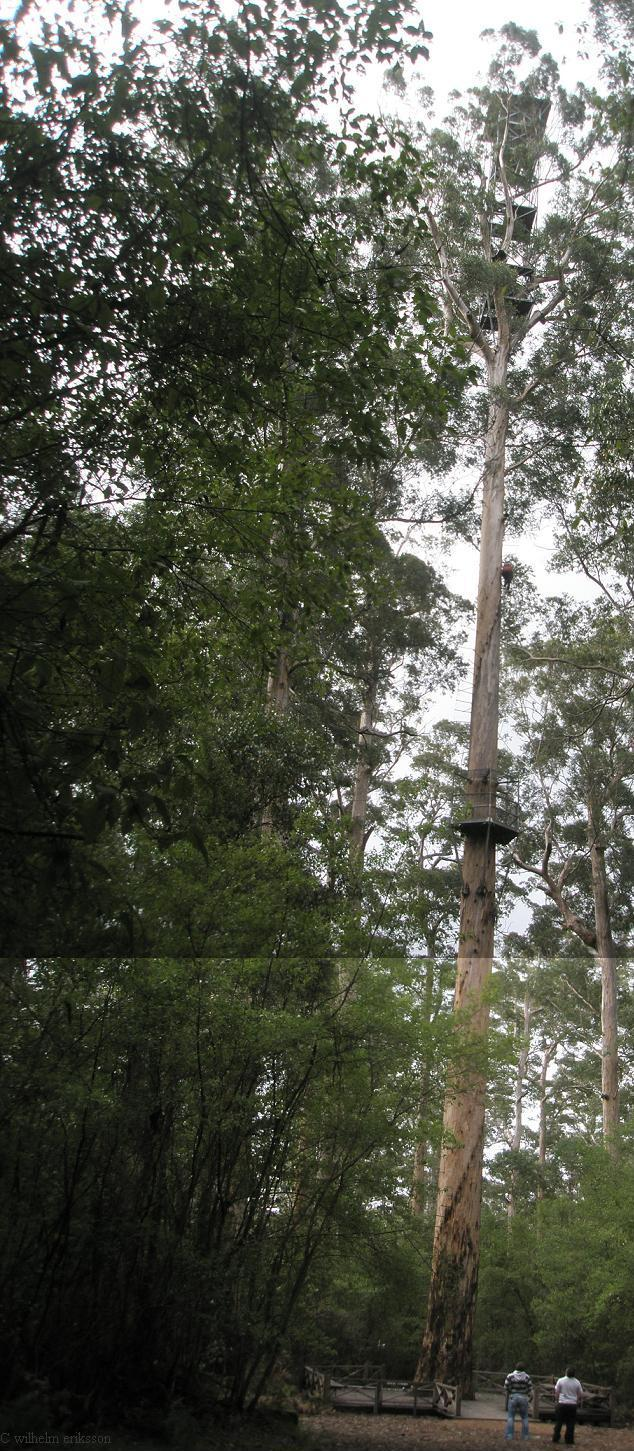
Cây cổ thụ Dave Evans

Vườn quốc gia Warren là một vườn quốc gia ở Tây Úc, Úc, phía Nam Perth 287 km (178 dặm) và cách Pemberton. 15 km (9,3 mi).
Vườn quốc gia được chi phối bởi các cây karri mọc lâu năm, một số trong đó có chiều cao gần 90 m (300 ft). [2] Một số cây này đã được sử dụng để hoạt động như những ngọn tháp quan sát lửa được xây dựng trong những năm 1930 và 1940. Cây Dave Evans Bicentennial dài 75 m (246 ft) nằm trong công viên và được xếp vào năm 1988 trong chương trình kỷ niệm hai trăm năm của Úc. Đây là một trong ba cây được tìm thấy quanh Pemberton mà khách du lịch có thể leo trèo.
Sông Warren chảy qua công viên cùng với những con lạch nhỏ và rãnh nhỏ. Sông có nhiều trong cá hồi chấm và tôm marron có thể bị bắt trong mùa.